# Don't Believe the Truth
Albums de Oasis
Heathen Chemistry
(2002) Stop the Clocks
(2006)
Don't Believe the Truth est le sixième album studio du groupe de rock britannique Oasis, sorti le 30 mai 2005. Considéré comme un retour en forme par les fans, les critiques et les membres du groupe, l'album se hisse en tête des ventes au Royaume-Uni à sa sortie, de même que deux de ses singles : Lyla et The Importance of Being Idle. Le troisième et dernier single issu de l'album, Let There Be Love, arrive lui en deuxième position. Comme sur l'album précédent, Heathen Chemistry, tous les membres du groupe participent à l'écriture de l'album. Noel Gallagher, compositeur principal du groupe, ne signe sur cet album plus que cinq chansons sur onze, dont les trois singles.
L'album est marqué par l'arrivée de Zak Starkey à la batterie, après l'éviction d'Alan White en 2004, qui était avec le groupe depuis 1995.
La production et le mixage sont l'œuvre de Dave Sardy qui travaillera avec le groupe par la suite sur l'album Dig Out Your Soul.

## Sortie
L'album sort le 30 mai 2005 soutenu par ses trois singles, Lyla et The Importance of Being Idle, tous deux numéros 1 au Royaume-Uni et Let There Be Love numéro 2.

## Liste des titres
| 1.    | Turn Up the Sun              | Andy Bell                 | 3:59 |
| 2.    | Mucky Fingers                | Noel Gallagher            | 3:56 |
| 3.    | Lyla                         | Noel Gallagher            | 5:10 |
| 4.    | Love Like a Bomb             | Liam Gallagher/Gem Archer | 2:53 |
| 5.    | The Importance of Being Idle | Noel Gallagher            | 3:40 |
| 6.    | The Meaning of Soul          | Liam Gallagher            | 1:43 |
| 7.    | Guess God Thinks I'm Abel    | Liam Gallagher            | 3:25 |
| 8.    | Part of the Queue            | Noel Gallagher            | 3:48 |
| 9.    | Keep the Dream Alive         | Andy Bell                 | 5:46 |
| 10.   | A Bell Will Ring             | Gem Archer                | 3:08 |
| 11.   | Let There Be Love            | Noel Gallagher            | 5:32 |
| 43:00 |                              |                           |      |

## Tournée
La tournée promotionnelle de l'album a commencé le 10 mai 2005 à l'Astoria et s'est terminée le 31 mars 2006 au Palais des sports de Mexico. Le groupe a joué 113 concerts durant cette tournée.

## Personnel
Oasis
- Liam Gallagher - chant
- Noel Gallagher - guitare, chant, production (pistes 2, 3 et 5)
- Gem Archer - guitare, basse, claviers, harmonica
- Andy Bell - basse, guitare

Personnel additionnel
- Mixage : Dave Sardy sauf Mucky Fingers par Paul Stacey.
- Zak Starkey joue de la batterie sur tous les titres excepté sur Mucky Fingers où Terry Kirkbride s'en charge.
- Paul Stacey joue du piano et du mellotron sur Let There Be Love.
- Martin Duffy joue aussi du piano sur Love Like a Bomb.
- Lenny Castro s'occupe des percussions sur Part of the Queue.
- Les titres 1, 4, 6, 7, 8, 9, 10 et 11 sont produits par Dave Sardy.
  - 2 et 5 produits par Noel.
  - 3 produit par Noel avec Dave Sardy.